# Цимбидиум
Цимбидиум (Cymbidium) са род вечнозелени растения от семейство Орхидеи.

## Ареал и разпространение
Орхидеи от този род са разпространени в тропическите и субтропическите страни на Азия (например в Северна Индия, Китай, Япония, Малайзия, Филипините и Борнео) и Северна Австралия. Естествените видове цимбидиуми достигат голяма височина.

## Кулинарно приложение
Видът Cymbidium hookerianum се счита за деликатес в Бутан, където традиционно се приготвя в пикантен сос от плодове, змиорка или къри яхния и се нарича „olatshe“ или „olachoto“. Понякога се бърка с Cyclanthera pedata, още един местен деликатес.
Описвани са от Конфуций и в миналото често са използвани за озеленяване на императорските дворци.

## Растеж
Орхидеята цимбидиум е със симподиален растеж и расте до височина 60 cm, като листата достигат до 90 cm. В основата на растението се образуват нови псевдобулби. Всеки цвят може да има диаметър от 5 до 10 cm, в зависимост от вида. Те цъфтят през зимата, и всяко растение може да има до петнадесет или повече цвята. Фантастичната гама от цветове за този вид включват бяло, зелено, жълто-зелено, кремаво, жълто, кафяво, розово, червено и оранжево] и черен (може да има петна в комбинация на различни цветове), но не и синьо. Цъфтежа продължава около десет седмици. Те имат восъчна консистенция. Заоблените чашелистчета и венчелистчета имат приблизително еднакви размери.
Има ароматни сортове като китайския цимбидиум. Те са били отглеждани в продължение на хиляди години в Китай. Орхидеята цимбидиум е станала популярна в Европа през Викторианската епоха. Една особеност, която прави растението толкова популярно, е фактът, че то може да оцелее при ниски температури (под 7 °C).

## Температура на отглеждане
Температурата на отглеждане е важен фактор за орхидеята Цимбидиум. През лятото дневните температури трябва да са 24 – 30 °C (или повече), но нощните температури в края на лятото до есента (от август до октомври) трябва да са 10 °C до 15 °C, за да се инициира образуването на съцветие. Оптималните температури през зимата са 7 °C до 13 °C през нощта и 18 °C до 24 °C през деня. Когато растението е с цветонос с пъпки, температурите трябва да са по-постоянни и в диапазон от 13 °C до 24 °C. 

## Естествени хибриди
- Цимбидиум × ballianum (= C. silybum × C. mastersii) (Мианмар)
- Цимбидиум × baoshanense (= C. lowianum × C. tigrinum) (Китай)
- Цимбидиум × chiu-lih(?) (= C. lancifolium × C. ensifolium) (Китай)
- Цимбидиум × nishiuchianum (= C. goeringii х C. kanran) (Тайван)
- Цимбидиум × nishiuchianum (= C. goeringii подвид. goeringii var. formosanum х C. kanran) (Тайван)
- Цимбидиум × florinda (= C. erythrostylum × C. iridioides. Cyperorchis × Florinda) (Виетнам)
- Цимбидиум × gammieanum (= C. elegans × C. erythraeum. Cyperorchis × gammieana) (Непал)
- Цимбидиум × glebelandensis (= C. insigne × C. schroederi) (Виетнам)
- Цимбидиум × jy-shiang(?) (= C. lancifolium × C. sinense) (Китай)
- Цимбидиум × rosefieldense (= C. hookerianum × C. tracyanum. Cyperorchis × rosefieldensis) (Виетнам)
- Цимбидиум × woodlandense (= C. mastersii × C. tracyanum. Cyperorchis × woodlandensis) (Мианмар)